# Nodi
Nodi ist ein Arrondissement im Département Atakora in Benin. Es ist eine Verwaltungseinheit, die der Gerichtsbarkeit der Kommune Kouandé untersteht. Gemäß der Volkszählung von 2013 hatte Nodi 11.557 Einwohner, davon waren 5.661 männlich und 5.896 weiblich.